# Lophocebus
Mangabej (Lophocebus) je rod úzkonosých opic z čeledi kočkodanovití (Cercopithecidae) a podčeledi paviáni. Rod popsal Theodore Sherman Palmer roku 1903. Je známo celkem 6 druhů. Jde o blízké příbuzné paviánů, zatímco rod Cercocebus, nesoucí také rodové jméno mangabej má blíže spíše k mandrilům.

## Druhy
- Lophocebus albigena, J. E. Gray, 1850
- Lophocebus aterrimus, Oudemans, 1890
- Lophocebus johnstoni, Lydekker, 1900
- Lophocebus ugandae, Matschie, 1912
- Lophocebus opdenboschi, Schoudeten, 1944
- Lophocebus osmani, Groves, 1978